# Rafael Compte i Ferrando
Rafael Compte i Ferrando (Reus, 1738 - 1801) va ser un llibreter i impressor català.

## Biografia i descendència
És, segurament, el primer impressor reusenc i cap de la família Compte d'impressors que arribà fins al 1823. El seu avi, Rafael Compte, era un llibreter tarragoní que el 1720 va instal·lar una llibreria a Reus, al carrer de la Font. El seu pare, també Rafael Compte, era llibreter i músic, i traslladà la llibreria al carrer Major. És possible que tots dos fossin també impressors, però no n'ha quedat constància. Va fer-se càrrec del negoci familiar el 1756, quan el seu pare es dedicà exclusivament a la música. Rafael Compte i Ferrando, el 1764 es va casar amb Gertrudis Pouget, amb qui va tenir diversos fills. Coneixem: Francesc de Paula Compte, que va seguir amb el negoci; Rafael Compte, que va dedicar-se a l'orfebreria a Barcelona; Joaquim Compte, que va morir molt jove, tot i que el 1811 va arribar a ser director de la Societat Patriòtica de Tarragona i Antònia Compte, que es casà amb Bonaventura Corominas, impressor primer a Osca i després també a Lleida.
Rafael Compte i Ferrando tenia una germana, Rosa Compte, casada amb l'impressor Cristòfol Escuder, que tenia una impremta a Lleida. Però Rosa va enviudar el 1793. Ella i la seva filla Rosalia van fer-se càrrec de la impremta lleidatana. Durant el primer any, l'any de plor com se n'hi deia, el peu era “Rosa Escuder, viuda”. A partir de 1794 passa a “Viuda e hija de Escuder”.

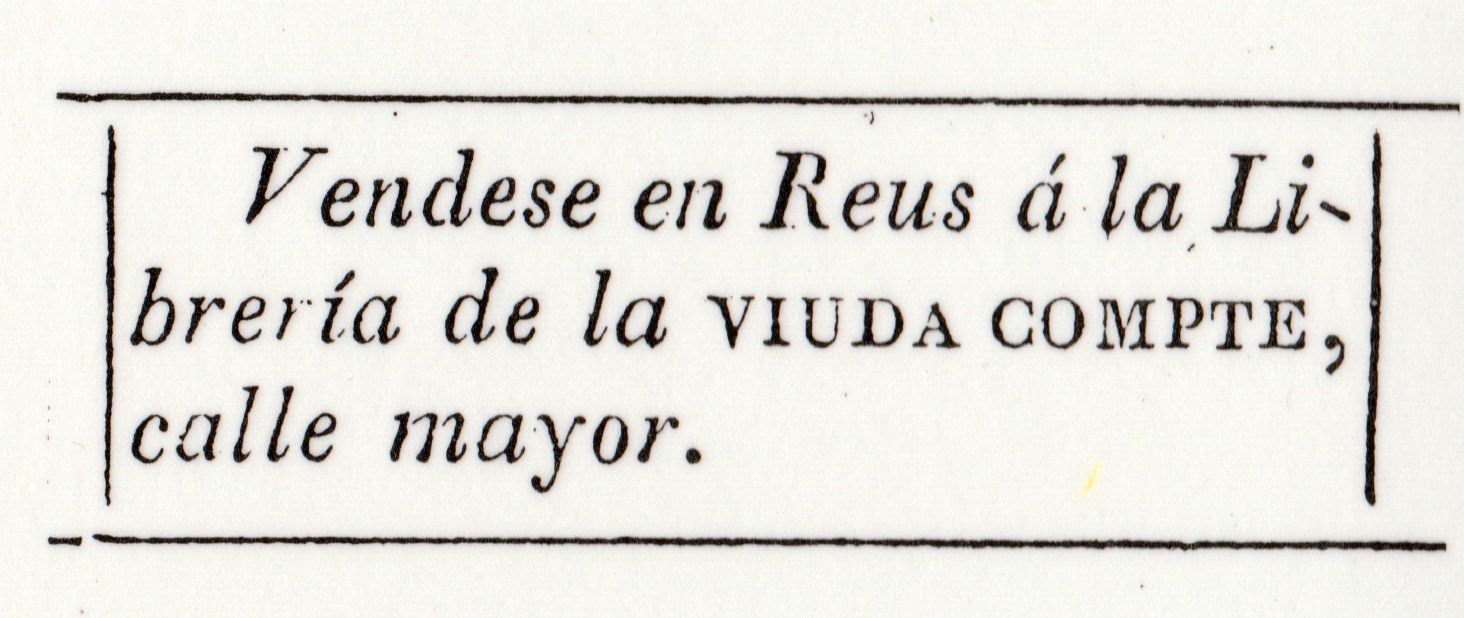
Etiqueta de l'establiment de la viuda Compte. 1810

El primer imprès reusenc datat és de Rafael Compte, i és un goig de la Mare de Déu de la Font Calda, de Gandesa, imprès l'any 1763, encara que és possible que alguns impresos d'ell sense datar siguin anteriors. Les seves obres més conegudes són romanços i goigs, de les que se'n feien llargues tirades. Joan Amades diu: "Els Compte constituïren tota una dinastia d'impressors reusencs que amb llurs produccions reeixides donaren crèdit i categoria a l'art de l'estampa a Reus". El primer llibre conegut que es va imprimir a Reus és Mina riquissima dels tresors de la divina gracia, d'Isidre Febrer, sortida dels seus obradors el 1766. Va imprimir també tractats de música, llibres religiosos i manuals escolars. Compte no va tenir competència en la seva feina fins que cap al 1770 s'instal·là a la ciutat el gravador francès Pierre Porxe, i el 1772 Tomàs Barber, fabricant de cartes, que el 1775 va fer venir el seu germà Benet Barber des de Tarragona.
Al morir, la seva viuda, Gertrudis Compte (Gertrudis Pouget) es va fer càrrec de la impremta, amb el nom d'"imprenta (o bé librería) de la viuda Compte". Gertrudis Compte va morir el 1813.
El seu fill, Francesc de Paula Compte i Pouget (1769? - 1819), va dirigir la impremta i la llibreria des del 1801, ajudant a la seva mare, fins al 1807, quan aquella es retirà. Va mantenir la llibreria familiar a la Plaça del Castell fins al 1813, quan la tancà i traslladà els estris a la impremta del carrer Major, on ja hi havia altres impremtes i llibreries, com la de la Viuda Sastres. Imprimí també, com el seu pare, goigs i estampes, i manuals escolars i llibres religiosos. Durant la guerra del Francès va publicar diversos llibres i pamflets en contra de l'ocupació. Al juny de 1809 rep de la Junta Superior, després de la pertinent investigació, una amonestació per la reimpressió de la Gazeta... extraordinària i l'amenaça d'una multa de 25 lliures “y otras [penas] arbitrarias”. Sembla que a la seva botiga hi havia impresos amb cert risc polític. Segons l'historiador Alberto Gil Novales, va reproduir el 1813 el número 1 de la Gazeta extraordinaria de Zaragoza que parlava de la retirada dels francesos de València. El 1819 va morir. Una germana seva, Gertrudis Compte i Pouget, es va casar am el comerciant reusenc Francesc de Paula Borràs i de Bofarull, germà del cònsol Josep Borràs. Un fill d'aquesta parella, Joaquim Borràs Compte, va ser un important comerciant reusenc i vicecònsol d'Holanda i Anglaterra.
Una filla de Rafael Compte i germana de Francesc de Paula, Antònia Compte i Pouget es va casar amb l'impressor Bonaventura Corominas, i tots dos van exercir l'ofici d'impressors primer a Osca i després a Lleida, on Antònia Compte va morir l'any 1822.
La viuda de Francesc de Paula Compte, Josepa Feixó (signava Josepa Compte i Feixó o Viuda Compte), última representant d'aquesta família d'impressors, va mantenir la impremta fins al 1823 amb el nom de "Imprenta Nacional" o també "Imprenta de la viuda Compte", va seguir amb l'edició de romanços i goigs i va difondre una pila de pamflets patriòtics i una publicació periòdica, la Diana constitucional política y mercantil de la villa de Reus (1822), periòdic que va ser possible per la llibertat d'impremta que comportà la restauració de la Constitució de 1812. El 1823, amb la fi del trienni liberal, plegà la impremta i la llibreria. Va morir cap al 1830. La historiadora i bibliotecària Montserrat Comas parla de Manuel Compte i Feixó, amb tota probabilitat un fill de Francesc de Paula i Josepa, que l'any 1819 estava establert a Barcelona al carrer de la Palla, on es va estar almenys fins al 1840. S'anunciava al Diario de Barcelona, amb petits anuncis on indicava els títols que tenia a la venda a la seva llibreria.